# Kim Seul-gi
Kim Seul-gi (en hangul, 김슬기; nacida en Busan el 10 de octubre de 1991) es una actriz de Corea del Sur.

## Carrera
Kim Seul-gi se formó como actriz en el Instituto de las Artes de Seúl.
Apareció en la serie Oh My Ghostess (2015), donde interpretó a un fantasma. Ese mismo año apareció en la serie Splash Splash Love.
En 2017 apareció en The Guardians (2017). Es también exmiembro del elenco de Saturday Night Live Korea "SNL Korea" de tvN.
En marzo de 2020 se unió al elenco recurrente de la serie Find Me in Your Memory, donde dio vida a Yeo Ha-kyun, la manager y hermana menor de Yeo Ha-jin (Moon Ga-young), hasta el final de la serie el 13 de mayo del mismo año.
En 2022 interpretará en papel de Han Se-yeon, la mejor amiga de los protagonistas, en la serie de KBS 2TV Love According to the Law.

## Filmografía

### Series de televisión
| Año         | Título                                     | Papel                       | Red    | Notas                             |
| ----------- | ------------------------------------------ | --------------------------- | ------ | --------------------------------- |
| 2011        | Heartstrings                               | Miembro musical             | MBC    |                                   |
| 2012        | 21st Century Family                        | Kim Seul-gi                 | tvN    |                                   |
| 2012        | Drama Special – Noh Sook-ja's Whereabouts  | Estudiante                  | KBS2   |                                   |
| 2012        | Drama Special – Another Wedding            | Han Ji-hye                  | KBS2   |                                   |
| 2013        | Flower Boys Next Door                      | Kim Seul-gi                 | tvN    |                                   |
| 2013        | Infinite Power                             | Kim Sol                     | Naver  |                                   |
| 2013        | Pretty Man                                 | Profesora de instituto      | KBS2   | (Episodio 1)                      |
| 2013        | Reply 1994                                 | Sseureki, prima de Sseureki | tvN    | (Episodio 14–15)                  |
| 2014        | Drama Special – I'm Dying Soon             | Kim Sa-rang                 | KBS2   |                                   |
| 2014        | The Idle Mermaid                           | Ahn Hye-Joven               | tvN    |                                   |
| 2014        | Discovery of Love                          | Yoon Sol                    | KBS2   |                                   |
| 2014        | Drama Festival – A Resentful Woman's Diary | Gong Jwi                    | MBC    |                                   |
| 2015        | Kill Me, Heal Me                           | Heo Sook-hee                | MBC    | (Episodio 1–4)                    |
| 2015        | Oh Mi Fantasma                             | Shin soon-ae                | tvN    |                                   |
| 2015        | Splash Splash Love                         | Jang Dan-bi                 | MBC    | 2 episodios                       |
| 2016        | Second To Last Love                        | Go Mi-rye                   | SBS    |                                   |
| 2016        | Amor a la luz de la luna                   | Eunuco                      | KBS2   | (Episodio 18)                     |
| 2016–2017   | Hada de halterofilia Kim Bok-joo           | Seul-gi                     | MBC    | (Episodio 15)                     |
| 2016–2017   | La leyenda del Mar Azul                    | Sirena                      | SBS    | (Episodio 20)                     |
| 2017        | Three Color Fantasy: Romance Full of Life  | Pescadora                   | MBC    | (Episodio 6)                      |
| 2017        | Three Color Fantasy: Queen of the Ring     | Mo Nan-hee                  | MBC    |                                   |
| 2017        | The Guardians                              | Seo Bo-mi                   | MBC    |                                   |
| 2019 - 2020 | People with Flaws                          | Kim Mi-kyung                | MBC    |                                   |
| 2020        | Find Me in Your Memory                     | Yeo Ha-kyun                 | MBC    | [ 6 ]                             |
| 2020        | ¡Hola y adiós, mamá!                       | Shin soon-ae                | tvN    | ep. n.º 10 - (aparición especial) |
| 2021        | Racket Boys                                | PD. Jang                    | SBS TV | ep. n.º 16 - (aparición especial) |
| 2022        | Shooting Stars                             | "Happy"                     | tvN    | ep. n.º 2 - (aparición especial)  |
| 2022        | The Law Cafe                               | Han Se-yeon                 | KBS2   | [ 8 ] [ 9 ]                       |

### Películas
| Año  | Título                                   | Papel                                  | Ref.   |
| ---- | ---------------------------------------- | -------------------------------------- | ------ |
| 2012 | Dong-haeng (Película independiente)      | Soo-ah                                 |        |
| 2012 | Pyung Haeng-Sun (película independiente) | Han Se-ah                              |        |
| 2013 | Historias de horror 2                    | Yoon Mi-ra (Segmento: Accidente)       |        |
| 2014 | Miss Granny                              | Ban Ha-na                              |        |
| 2014 | Oda a Mi Padre                           | Yoon Kkeut-soon                        |        |
| 2016 | Mood of the Day                          | asistente de la directora Hong (cameo) |        |
| 2016 | Take-Off 2                               | Jo Mi-ran                              |        |
| 2016 | Lost in the Moonlight                    | Darami (Voz)                           |        |
| 2017 | Fabricated City                          | Eun-pye                                |        |
| 2019 | Jesters: The Game Changers               | Geun-deok                              | [ 10 ] |
| 2021 | Nothing Serious (연애 빠진 로맨스)       | Amiga de Seon bin                      | [ 11 ] |
| 2022 | Highway Family                           | Mujer embarazada                       | [ 12 ] |

### Musicales
| Año       | Título                    | Papel      |
| --------- | ------------------------- | ---------- |
| 2013      | Tomorrow Morning          | Kat        |
| 2013–2014 | December: Unfinished Song | Yeo-il     |
| 2014      | Goong: El Musical         | Chae-kyung |

### Teatro
| Año       | Título                 | Papel      |
| --------- | ---------------------- | ---------- |
| 2011      | Romeo landing on Earth | Mimi       |
| 2011–2012 | Return to Hamlet       | Yi-yeon    |
| 2012–2013 | Clumsy People          | Yoo Hwa-yi |

### Apariciones en programa de variedades
| Año             | Programa                               | Canal | Notas                                                 |
| --------------- | -------------------------------------- | ----- | ----------------------------------------------------- |
| 2010            | Infinite Challenge                     | MBC   | invitada (Episodio 227 11 de diciembre)               |
| 2012            | The Taste of Saturday Night Live Korea | tvN   | Comentadora y parte del elenco                        |
| 2011–2013       | Saturday Night Live Korea              | tvN   | Permanente durante las temporadas 1-4                 |
| 2013            | Infinite Challenge                     | MBC   | Cameo (Episodio 315 )                                 |
| 2013            | World Challenge                        | SBS   | Competidora (compañera deJun Hyun-moo (Episodios 5–7) |
| 2013            | Hidden Singer 2                        | JTBC  | invitada (Episodio 12)                                |
| 2014            | Witch Hunt                             | JTBC  | invitada (Episodio 23)                                |
| 2015            | King of Mask Singer                    | MBC   | invitada (Episodios 9–10)                             |
| 2016            | Sister's Slam Dunk                     | KBS2  | Cameo (Episodio 30)                                   |
| 2017            | Happy Together                         | KBS2  | (Episodio 487)                                        |
| 2019 - presente | Surfing House                          |       | miembro                                               |

### Presentadora
| Año  | Programa           | Canal | Notas |
| ---- | ------------------ | ----- | --- |
| 2013 | 20's Choice Awards | Mnet  | Moderadora junto a Lee Min-woo y Jun Jin también participó actuando como Lee Hyori Bad Girls con Ahn Young-mi durante el show |

## Discografía

### Sencillo
| Año  | Título                  | Notas                                                                         |
| ---- | ----------------------- | ----------------------------------------------------------------------------- |
| 2013 | "Rude Girl"             | Presentado con Jay Park , en el OST de la serie de tvN She is Wow!            |
| 2013 | " Desperté Debido a ti" | Presentado con Go Kyung Pyo, en el OST del drama de tvn Flower Boys Next Door |

### Vídeos musicales
| Año  | Título de canción  | Artista   |
| ---- | ------------------ | --------- |
| 2013 | "Chicas malas"     | Lee Hyori |
| 2013 | "Gracias, Gracias" | Ra.D      |

## Premios y nominaciones
| Año  | Premio                                | Categoría                                                     | Nominación                           | Resultado |
| ---- | ------------------------------------- | ------------------------------------------------------------- | ------------------------------------ | --------- |
| 2013 | 7th Mnet 20's Choice Awards           | 20's Booming Star – Female                                    | SNL Korea y Flower Boys Next Door    | Nominado  |
| 2014 | 3rd APAN Star Awards                  | mejor actriz nueva                                            | Discovery of Love                    | Ganador   |
| 2014 | 33rd MBC Drama Awards                 | mejor actriz de drama corto                                   | A Resentful Woman's Diary            | Nominado  |
| 2014 | 28th KBS Drama Awards                 | mejor actriz nueva                                            | Discovery of Love and I'm Dying Soon | Ganador   |
| 2015 | 10th Max Movie Awards                 | mejor actriz de reparto                                       | Miss Granny                          | Nominado  |
| 2015 | 10th Max Movie Awards                 | mejor actriz nueva                                            | Ode to My Father                     | Ganador   |
| 2015 | 51st Paeksang Arts Awards             | mejor actriz nueva                                            | Discovery of Love                    | Nominado  |
| 2016 | 11th Seoul International Drama Awards | mejor actriz                                                  | Splash Splash Love                   | Nominado  |
| 2016 | 4th Annual DramaFever Awards          | mejor actriz de reparto                                       | Oh My Ghost                          | Ganador   |
| 2016 | 4th Annual DramaFever Awards          | mejor Womance (con Park Bo-Young)                             | Oh My Ghost                          | Nominado  |
| 2016 | tvN10 Awards                          | mejor química (con Park Bo-Young)                             | Oh My Ghost                          | Ganador   |
| 2016 | tvN10 Awards                          | actriz de variedades en tvn                                   | SNL Korea                            | Ganador   |
| 2016 | 24th SBS Drama Awards                 | premio a la excelencia, Actriz en una comedia romántica       | Second To Last Love                  | Nominado  |
| 2017 | 22nd Chunsa Film Art Awards           | premio especial de popularidad                                |                                      | Ganador   |
| 2017 | MBC Drama Awards                      | premio a la excelencia, Actriz en un drma de lunes y martes   | The Guardians                        | Nominado  |
| 2020 | 39th MBC Drama Award                  | Excellence Award for an Actress in a Wednesday-Thursday Drama | Find Me in Your Memory               | Ganó      |